# Вазописец Месогеи

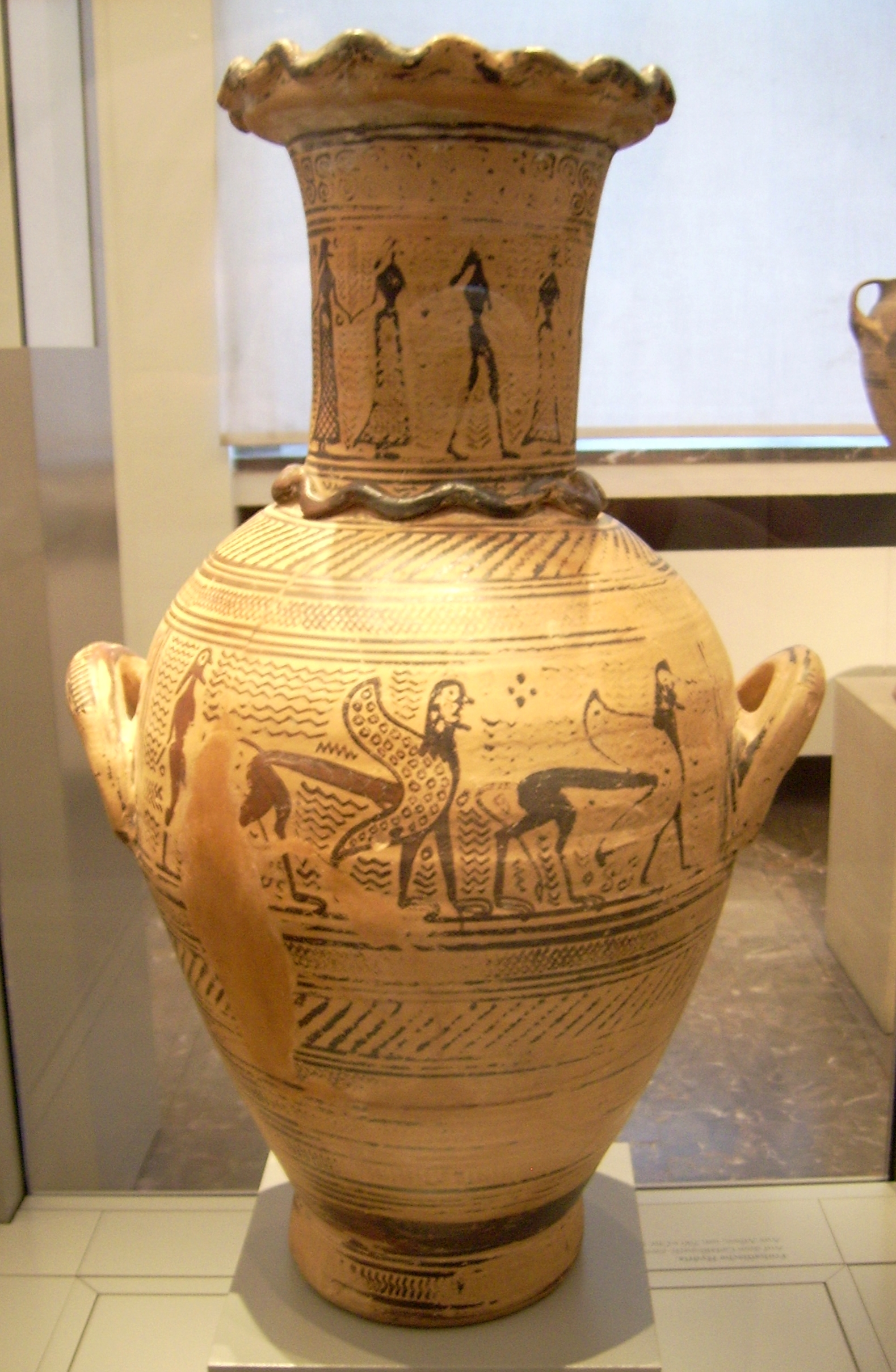
Гидрия работы вазописца Месогеи, Берлинское античное собрание

Вазописец Месогеи — один из первых вазописцев протоаттичной керамики, современник вазописца Аналата.
Его условное название происходит от названия его именных ваз — нескольких гидрий, найденных археологами во время раскопок древнеаттического города на равнине Месогея. Исследователи считают, что вазописец Месогеи был современником вазописца Аналата, годы его активной деятельности приходились примерно на период между 700 и 675 до н. э. Также учеными высказано предположение, что он мог быть учеником позднегеометрического мастера вазописца Стататуса и учителем позднепротоаттического вазописца Полифема.
Одна из самых известных работ мастера — гидрия, на шейке которой изображены танцующие женщины, а на основном корпусе — фигура мужчины со сфинксами. Эта гидрия хранится ныне в Берлинском античном собрании.